# Santa Eulalia de Camba
Santa Eulalia de Camba (oficialmente Santa Baia de Camba) es una parroquia española del municipio de Rodeiro, perteneciente a la provincia de Pontevedra, en la comunidad autónoma de Galicia.

## Historia
Hacia mediados del siglo XIX, la parroquia, ya por entonces perteneciente a Rodeiro, tenía contabilizada una población de 215 habitantes. Aparece descrita en el quinto volumen del Diccionario geográfico-estadístico-histórico de España y sus posesiones de Ultramar de Pascual Madoz con las siguientes palabras:

CAMBA (Sta. Eulalia de): felig. en la prov. de Pontevedra (11 1/4 leg.), part. jud. de Lalin (1 1/2), dióc. de Lugo (10), ayunt. de Rodeiro (1/4): sit. en la falda occidental del monte Faro, con libre ventilacion, y clima, aunque frio, bastante sano. Tiene mas de 40 casas repartidas en el l. de su nombre y en las ald. de Loureiro, Sub-Iglesia y Vilajusta. La igl. parr., dedicada á Sta. Eulalia, es aneja de la de San Juan de Camba, y se halla servida por un vicario. Confina el térm. por E. con el monte Faro; N. felig. de Rio, y S. y O. la de Rodeiro. El terreno es montuoso, quebrado, y abunda en fuentes de esquisitas aguas que utilizan los vec. para beber y otros objetos. Hay en la parte inculta árboles de varias clases, arbustos y muchas yerbas de pasto. Ademas de los caminos locales, cruza por el térm. el que desde Santiago dirige á Chantada: el correo se recibe en la cap. del ayunt. prod.: centeno, maiz y patatas; sostiene ganado vacuno, mular, lanar y cabrio, y hay caza de distintas especies. pobl.: 44 vec., 215 alm. contr.: con el ayunt. (V.)
(Madoz, 1846, p. 331)

En 2023, tenía empadronados 84 habitantes.